# 天羽羽斬
天羽羽斬（あめのはばきり）是日本神話《記、紀》二書中出現的兵器，傳說素戔嗚尊持此劍斬殺八岐大蛇；又有布都斯魂劍（ふつしみたまのつるぎ）、蛇之麁正（おろちのあらまさ）、蛇韓鋤之劍（おろちのからさびのつるぎ）、天蠅斫（あまのははぎり）等別名。

## 概要
按照《古事記》記載，遭到諸神自高天原放逐的素戔嗚尊流落至出雲後，趁著八岐大蛇酒醉昏睡之際以此劍砍殺之。但此劍竟出現磨損，甚感奇怪的素戔嗚尊遂剖開蛇尾，獲得天叢雲劍（あめのむらくものつるぎ）。因此，這把斬殺大蛇之十握劍稱為天羽羽斬，其中「羽羽」表大蛇之意。
據傳後來這把劍在崇神天皇時代自石上布都魂神社（今岡山縣赤磐市）移至石上神宮（今奈良縣天理市），目前和布都御魂劍一起置於後者本殿內陣裡安奉。

## 參看
- 十握劍
- 石上神宮
- 布都御魂
- 素戔嗚尊
- 櫛名田比賣

## 外部連結
- （日語）櫛名田比売（八俣大蛇退治神話）